# Ноград (комитат)
Ноград (венг. Nógrád; словац. Novograd; нем. Neograd) — исторический комитат на севере Венгерского королевства. В настоящее время эта территория входит в состав медье Ноград Венгерской республики, а также Банскобистрицкого края Словакии. Словацкая часть бывшего комитата до настоящего времени неофициально называется Новоград. Административным центром комитата Ноград был город Балашшадьярмат (в XVIII веке — Лошонц (Лученец)).
В дореволюционной русской исторической литературе комитат Ноград обычно назывался по его немецкому наименованию Неоградский комитат. В советской и российской литературе, посвящённой истории Словакии, часто используется словацкое наименование Новоградская жупа или Новоградский комитат.

## География
Ноград занимает холмистую местность на севере Среднедунайской равнины между горными массивами Бёржёнь на западе и Матра на востоке. Поверхность Нограда плавно повышается к северу, к горным массивам Центральной Словакии. С севера на юг территорию Нограда прорезает река Ипель, левый приток Дуная. Площадь комитата составляла 4 128 км² (по состоянию на 1910 г.). Ноград граничил со следующими комитатами Венгрии: Хонт, Зойом, Гёмёр-Кишхонт, Хевеш и Пешт-Пилиш-Шольт-Кишкун. Название комитата произошло от старинного королевского замка Ноград, находящегося в юго-западной части комитата, чьё название, в свою очередь, восходит к славянскому «новый град».
На территории Нограда была хороша развита добывающая промышленность, особенно выработка бурого угля в Шальготарьяне, существовали металлургические предприятия. Кроме того значительную роль в экономике играло сельское хозяйство: возделывание зерновых культур и разведение крупного рогатого скота.

## История
Ноград был одним из первых комитатов Венгерского королевства, образованный ещё в начале XI века королём Иштваном I Святым. Комитат был назван в честь его центра, замка Ноград. Впервые замок упоминается в 1303 году, хотя считается, что он был построен Святым Иштваном. Комитат Ноград располагался на землях мадьярского племени Дьярмат и одной из первых столиц комитата Ноград был город Балашшадьярмат.
Первоначально территория комитата Ноград включала Хонт, однако последний вскоре стал отдельным комитатом. В первой половине XVI века большую часть Нограда захватили турки (Ноградский замок пал в 1544 году, Балашшадьярмат — в 1552 году, Фюлек (Филяково) — в 1554 году, а Кеккё (Модри-Камень) — в 1576 году). В составе Османской империи ноградские земли относились к Будайскому пашалыку. Однако, уже в конце XVI века началось наступление австрийских Габсбургов, постепенно отвоёвывавших территорию Венгрии. По Живаторёкскому миру 1606 года Фюлек был передан монархии Габсбургов. Окончательно турки были изгнаны с территории Нограда в конце XVII века.
Уроженцем комитата Ноград был крупный венгерский политик Пал Пронаи.
После поражения Австро-Венгрии в Первой мировой войне территория Нограда к северу от реки Ипель отошла к Чехословакии, а южная часть комитата осталась в составе Венгерской республики. Этот раздел был закреплён условиями Трианонского договора 1920 года. В 1938 году, в соответствии с решением Первого венского арбитража, принятого при посредничестве Гитлера, южная часть чехословацкой территории Нограда (до города Лученец) была возвращена Венгрии. После Второй мировой войны граница 1920 года в Нограде была восстановлена.
В результате распада Чехословакии в 1993 году, северный Ноград отошёл к Словацкой республике. С 1996 года эта территория входит в состав Банскобистрицкого края Словакии (районы Лученец, Полтар, частично Вельки-Кртиш, Зволен и Детва). Хотя в административном отношении северный Ноград не образует в Словакии обособленной единицы, эта область сохранила неофициальное название Новоград. Современный Новоград в Словакии — один из наиболее бедных регионов страны, где безработица достигает 30 %. Важнейший город словацкого Нограда — Лученец.
Южная часть комитата Ноград оставалась в составе Венгрии. Она была объединена с небольшой частью бывшего комитата Хонт, сохранившейся под венгерской властью, в медье Ноград-Хонт. В состав этого медье в период 1993—1945 годах входила большая часть словацкого Новограда. В 1950 году медье получило наименование Ноград.

## Население
Согласно переписи 1910 г. на территории комитата Ноград проживало 261 500 жителей, из них чуть более 75 % являлись по национальности венграми, а около 23 % были словаками. Немецкое население составляло не более 1,5 % от общей численности. Господствующий религией населения был католицизм, который исповедовали 74 % жителей, существенное значение также имело лютеранство (более 20 % жителей). Евреев в Нограде было около 4 % населения.

## Административное деление
В начале XX века в состав комитата входили следующие округа:
| Округа           | Округа           |
| Округ            | Адм. центр       |
| ---------------- | ---------------- |
| Балашшадьярмат   | Балашшадьярмат   |
| Гач              | Гач (Галич)      |
| Лошонц           | Лошонц (Лученец) |
| Ноград           | Ретшаг           |
| Сечень           | Сечень           |
| Сирак            | Сирак            |
| Шалготарьян      | Шалготарьян      |
| Муниципалитеты   |                  |
| Лошонц (Лученец) |                  |